# Habitatge a la Baixada de Santa Eulàlia, 3
L'habitatge a la Baixada de Santa Eulàlia és un edifici del Barri Gòtic de Barcelona, catalogat com a bé cultural d'interès local.

## Història
Segons la documentació notarial, el 1672, Agnès, vídua del notari Rafael Rafeques, va establir la finca en emfiteusi al també notari Lluís Fontana. Aquest fou succeït pel seu fill Josep Francesc, també notari, casat amb Isabel Cotxet, que el 1751, ja vídua, va pactar amb el seu veí, el prevere Pau Capdevila, les servituds recíproques d'ambdues finques al voltant de la muralla romana.
El 1780, el notari Josep Bonaventura Fontana i Cotxet i la seva esposa Magdalena Clarà va vendre la finca, separada per un carreró sense sortida de la que estaven reformant, al cirurgià militar Josep Antoni Capdevila i Alvià (Barcelona, ?-Madrid, 1846), catedràtic del Reial Col·legi de Cirurgia de Barcelona, per 6.300 lliures, i tot seguit, aquest la feu reformar. Posteriorment, va passar a mans del metge Joan Sanllehy i Metges (1821-1900), que el 1850 hi va emprendre obres de millora.

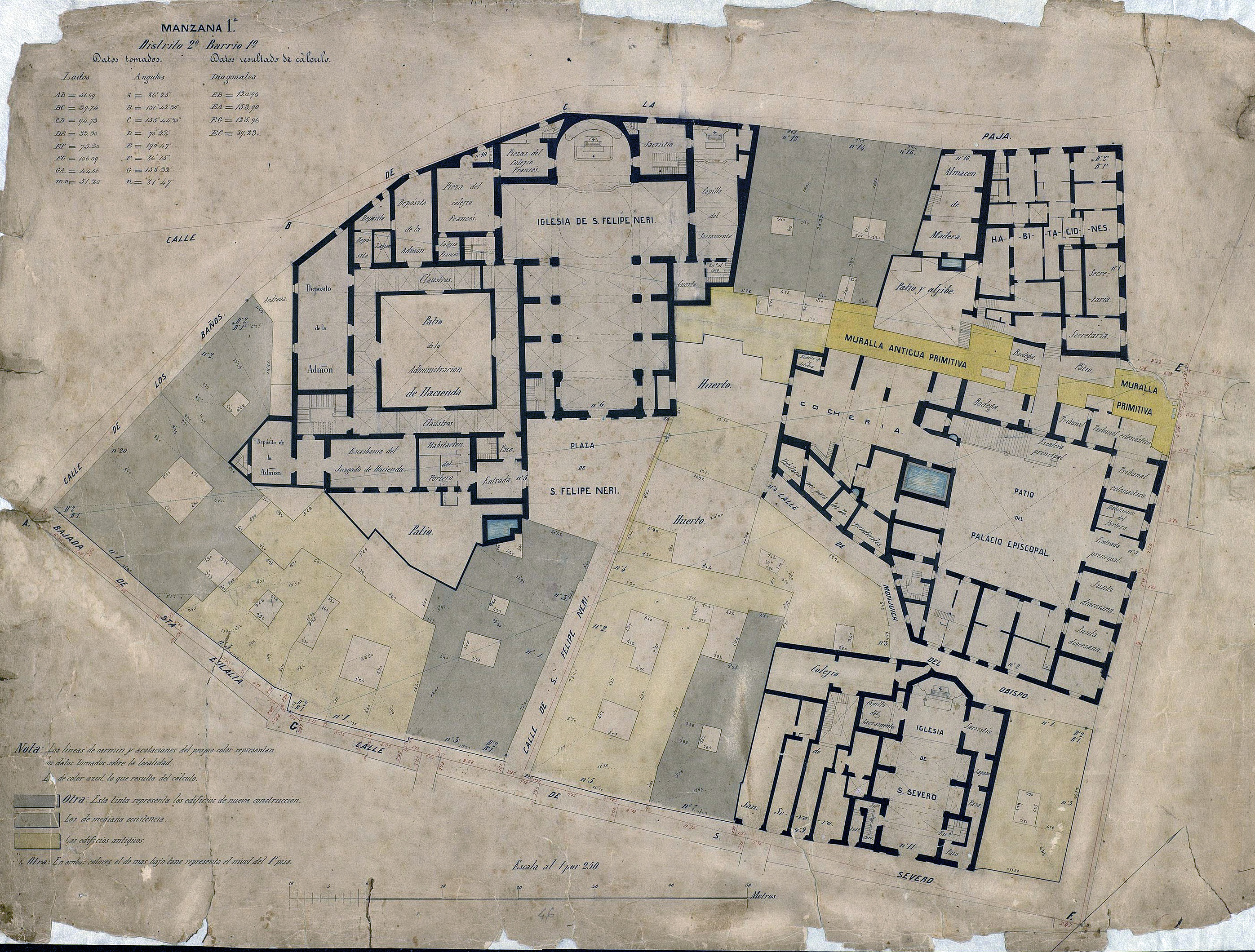
Quarteró núm. 46 de Garriga i Roca (c. 1860)

## Descripció
Consta de planta baixa, principal i golfes, estructurat a l'entorn d'un celobert i coronat per una àmplia cornisa ceràmica molt ben conservada. La façana té encara l'aspecte de la seva composició primitiva, amb balcons de llinda de pedra i llosana ceràmica i ferro forjat. L'edifici s'adossa a la muralla romana, embolcallant la torre 70.